# Mustapha Moussa
Mustapha Moussa (Oran, 2 februari 1962 – aldaar, 3 augustus 2024) was een Algerijns bokser. Zijn belangrijkste prestatie was een bronzen medaille bij de halfzwaargewichten op de Olympische Zomerspelen in 1984 in Los Angeles. Hij deelde toen het podium met Evander Holyfield.
In 1988 werd hij profbokser. Zijn eerste kamp verloor hij van Mauro Galvano in het Italiaanse Livorno. In datzelfde jaar verloor hij eveneens van Oliver Kemayou. Later zou hij nog twee kampen vechten in 1992 en 2004, welke hij ook beide verloor. Als profbokser kon hij bijgevolg nooit een kamp winnend afsluiten.
In 2024 kreeg hij een verkeersongeval en overleed begin augustus 2024 op 62-jarige leeftijd aan de gevolgen daarvan.